# Raionul Căușeni
Raionul Căușeni este un raion din sudul Republicii Moldova, situat la 87 km sud-est de capitala țării Chișinău. Capitala sa este Căușeni. Are ca vecini: Ucraina - la sud, la nord-vest - raionul Ialoveni, la nord - raionul Anenii Noi, la est - Regiunea Transnistreană, la vest - raionul Cimișlia, la sud-est raionul Ștefan Vodă.

## Demografie

### Statistici vitale
Principalii indicatori demografici, 2013:
- Natalitatea: ▲991 (10,8 la 1.000 locuitori)
- Mortalitatea: ▼1.021 (11,1 la 1.000 locuitori)
- Spor natural: -30

### Structura etnică
| Grup etnic | Populație | % Procentaj* |
| ---------- | --------- | ------------ |
| Moldoveni  | 82.276    | 90,8%        |
| Ruși       | 3.839     | 4,24%        |
| Ucraineni  | 2.469     | 2,72%        |
| Bulgari    | 1.108     | 1,22%        |
| Găgăuzi    | 653       | 0,72%        |
| Alții      | 267       | 0,29%        |

## Administrație și politică
Președintele raionului Căușeni este Alexandru Catan (PAS), ales la 4 decembrie 2023.
Componența Consiliului Raional Căușeni (33 de consilieri), ales la 5 noiembrie 2023, este următoarea:
|  | Partid                                       | Consilieri | Componență | Componență | Componență | Componență | Componență | Componență | Componență | Componență | Componență | Componență | Componență |
|  | -------------------------------------------- | ---------- | ---------- | ---------- | ---------- | ---------- | ---------- | ---------- | ---------- | ---------- | ---------- | ---------- | ---------- |
|  | Partidul Acțiune și Solidaritate             | 11         |            |            |            |            |            |            |            |            |            |            |            |
|  | Partidul Socialiștilor din Republica Moldova | 6          |            |            |            |            |            |            |            |            |            |            |            |
|  | Platforma Demnitate și Adevăr                | 5          |            |            |            |            |            |            |            |            |            |            |            |
|  | Partidul Social Democrat European            | 4          |            |            |            |            |            |            |            |            |            |            |            |
|  | Partidul Liberal Democrat din Moldova        | 4          |            |            |            |            |            |            |            |            |            |            |            |
|  | Partidul Comuniștilor din Republica Moldova  | 2          |            |            |            |            |            |            |            |            |            |            |            |
|  | Partidul Democrația Acasă                    | 1          |            |            |            |            |            |            |            |            |            |            |            |

## Diviziuni administrative
Raionul Căușeni are 48 localități: 2 orașe, 28 comune și 18 sate. Din punct de vedere administrativ, teritoriul raionului este împărțit în 27 unități administrativ-teritoriale: 2 orașe și 25 sate (comune).
| Denumire              | oraș / centru de comună / sat                  |
| --------------------- | ---------------------------------------------- |
| Baccealia             | centru de comună                               |
| Baimaclia             | centru de comună                               |
| Baurci                | sat în comuna Chircăieștii Noi                 |
| Căinari               | oraș                                           |
| Căinari (stație c.f.) | sat în Căinari, stație cale ferată             |
| Căușeni               | oraș, reședință de raion                       |
| Chircăiești           | sat (comună)                                   |
| Chircăieștii Noi      | centru de comună                               |
| Chițcani              | sat (comună), de facto sat în raionul Slobozia |
| Ciuflești             | sat (comună)                                   |
| Cîrnățeni             | sat (comună)                                   |
| Cîrnățenii Noi        | centru de comună                               |
| Constantinovca        | sat în comuna Pervomaisc                       |
| Copanca               | sat (comună)                                   |
| Coșcalia              | sat (comună)                                   |
| Cremenciug            | sat (comună), de facto sat în raionul Slobozia |
| Fîrlădeni             | centru de comună                               |
| Fîrlădenii Noi        | sat în comuna Fîrlădeni                        |
| Florica               | sat în comuna Baccealia                        |
| Gîsca                 | centru de comună, de facto sat în Bender       |
| Grădinița             | centru de comună                               |
| Grigorievca           | sat (comună)                                   |
| Hagimus               | sat (comună)                                   |
| Leuntea               | sat în comuna Grădinița                        |
| Marianca de Sus       | sat în comuna Zaim                             |
| Merenești             | sat în comuna Chițcani                         |
| Opaci                 | sat (comună)                                   |
| Pervomaisc            | centru de comună                               |
| Plop                  | sat în comuna Baccealia                        |
| Plop-Știubei          | sat (comună)                                   |
| Săiți                 | sat (comună)                                   |
| Sălcuța               | sat (comună)                                   |
| Sălcuța Nouă          | sat în comuna Cîrnățenii Noi                   |
| Surchiceni            | sat în comuna Baimaclia                        |
| Ștefănești            | sat în comuna Tănătarii Noi                    |
| Taraclia              | sat (comună)                                   |
| Tănătari              | sat (comună)                                   |
| Tănătarii Noi         | centru de comună                               |
| Tocuz                 | sat (comună)                                   |
| Tricolici             | sat în comuna Baccealia                        |
| Ucrainca              | centru de comună                               |
| Ursoaia               | sat (comună)                                   |
| Ursoaia Nouă          | sat în comuna Tănătarii Noi                    |
| Valea Verde           | sat în comuna Grădinița                        |
| Zahorna               | sat în comuna Chițcani                         |
| Zaim                  | centru de comună                               |
| Zaim (stație c.f.)    | sat în comuna Zaim, stație cale ferată         |
| Zviozdocica           | sat în comuna Ucrainca                         |

## Atracții turistice

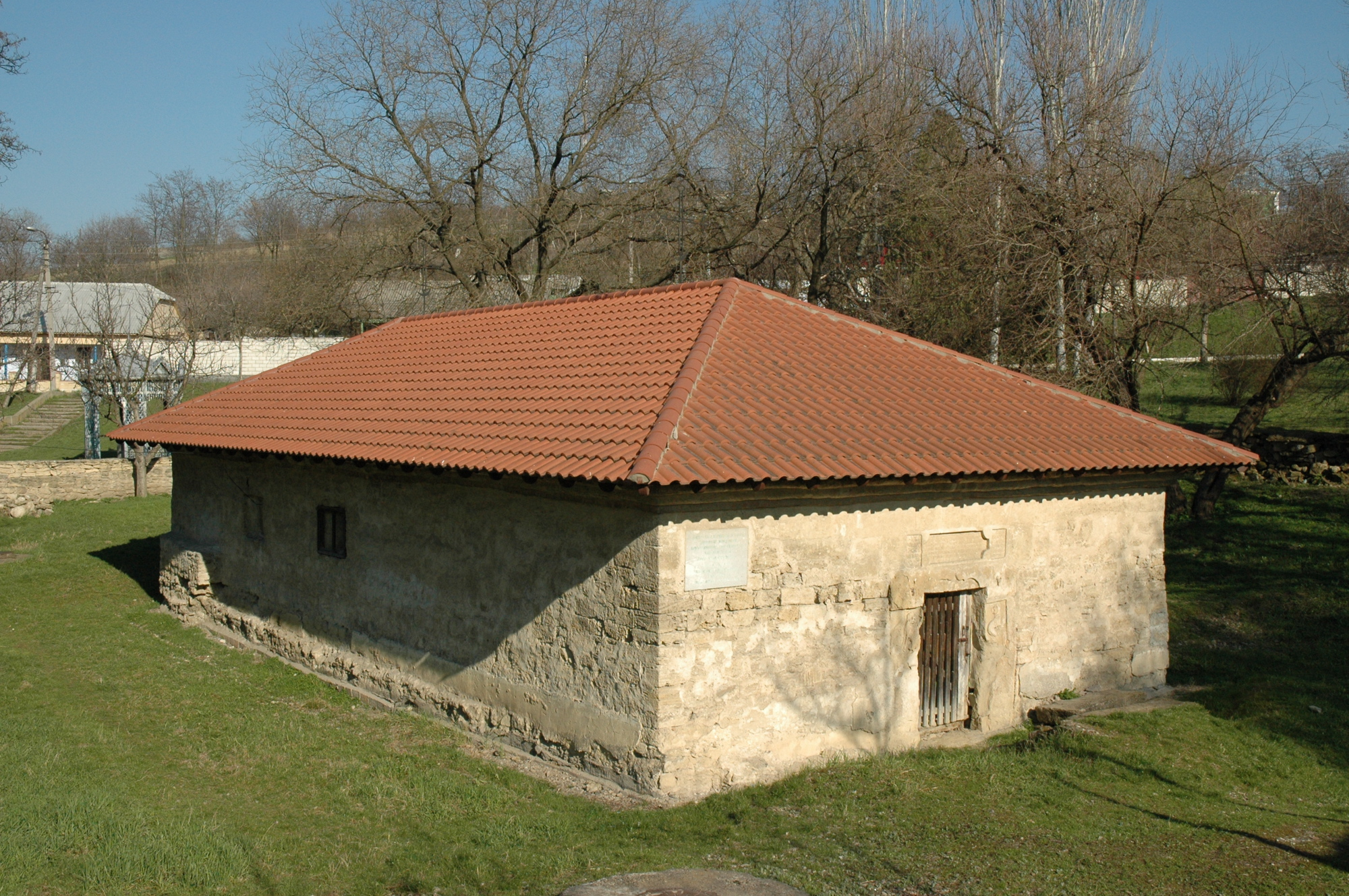
Biserica Adormirii Maicii Domnului

Cel mai important obiectiv turistic din raion - Biserica Adormirea Maicii Domnului din Căușeni.
Biserica "Adormirea Maicii Domnului" din Căușeni a fost construită în secolele XVII-XVIII, avându-i ca zugravi pe Stanciul Radu și Voicul, iar ctitori fiind Grigore Callimachi și mitropolitul Proilaviei , Daniil. Pictura locașului datează din anul 1763. O particularitate distinsă a bisericii a fost așezarea ei la un nivel mai jos de nivelul solului, ceea ce o făcea să pară adâncită în pământ. Nu este exclus ca această adâncire a bisericii să fi fost dictată de interdicțiile tătarilor stabiliți în secolul XVIII la Căușeni. Pereții bisericii sunt integral acoperiți cu frescă. Este un monument de o semnificație artistică și istorică deosebită.

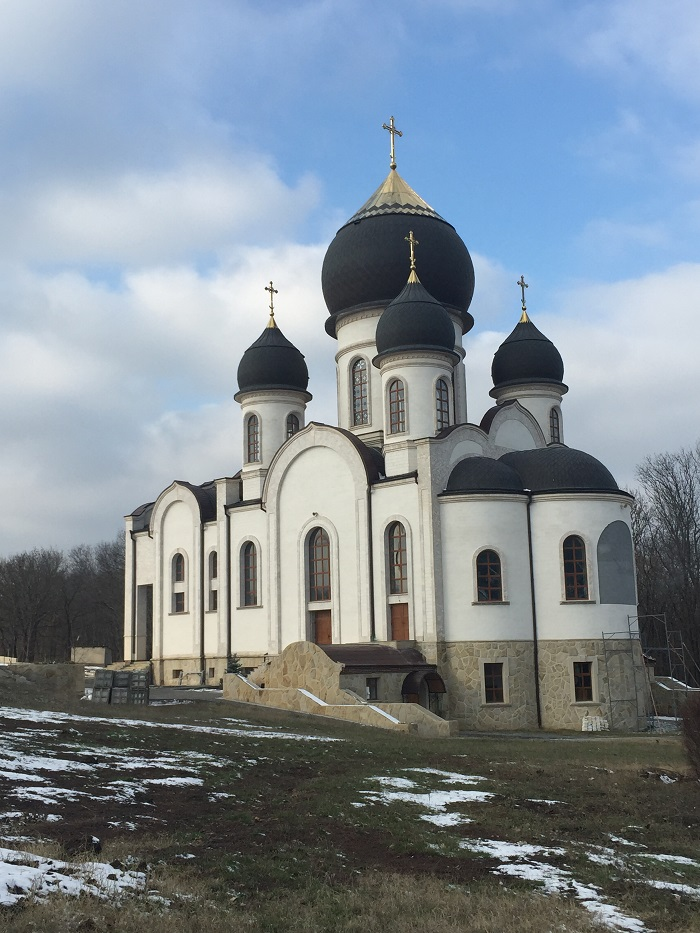

Mănăstirea Hagimus este o mănăstire de maici amplasată în sud-estul Republicii Moldova, în localitatea Hagimus din raionul Căușeni, aflată la jumătatea drumului ce leagă orașele Căușeni și Tighina (cca. 7 km până la ultimul); la aproximativ 75 de kilometri sud-est de Chișinău.
Unul din cele mai grandioase obiective al sportului național este Centrul de Tineret și Sport din orașul Căușeni, inaugurat pe 22 noiembrie 2013, actualmente Instituția Publică ”Școala Sportivă Căușeni”. Edificiul are cinci săli de sport pentru gimnastică, lupte marțiale, lupte greco-romane, tenis și box, dar și saună, piscină și sală de forță.

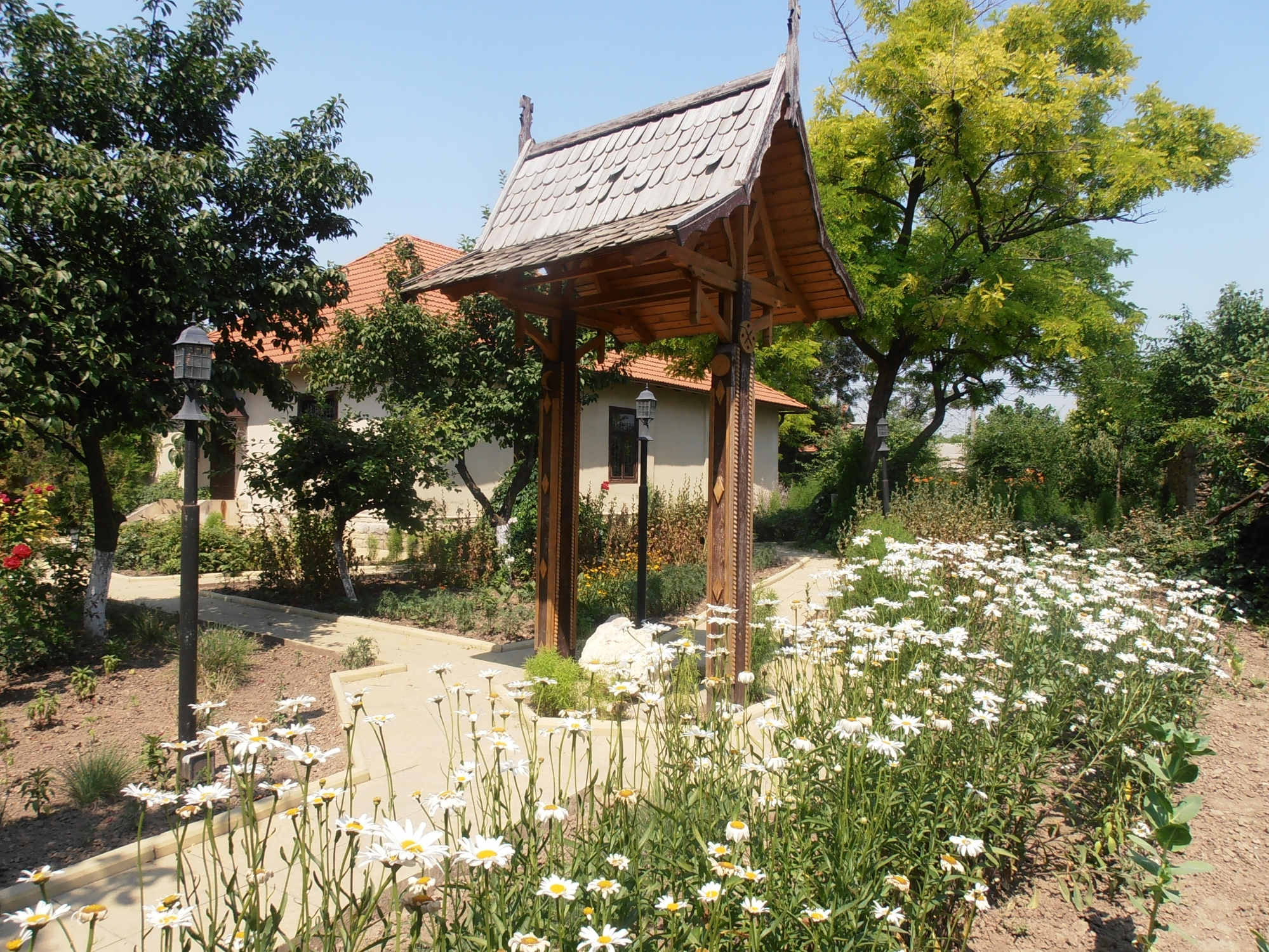

La doar 7 km de orasul Căușeni, în satul Zaim, se află casa-muzeu Alexei Mateevici.
Fondatorii muzeului sunt Găina Ion și Mihail Moraru. Muzeul este format din șase săli de expoziție. În fondurile sale se găsesc lucrări de artă și sculptură, fotografii și documente, obiecte de uz casnic, precum și cărți rare de la sfîrșitul secolului XIX-începutul secolului XX și mobilier din aceea perioadă.